# André Aumonier
André Aumonier, né le 25 février 1916 à Saint-Malo (Ille-et-Vilaine) et mort le 14 octobre 2004 à Paris 7e, est un président français d’association. Il a été un responsable laïc de plusieurs organisations catholiques.

## Biographie

### Famille
André Pierre Marie Aumonier est né le 25 février 1916 à Saint-Malo (Ille-et-Vilaine) du mariage de Pierre Aumonier, avocat, et de Marie Sauvage. Son père meurt lorsqu'il a 5 ans. 
Le 18 octobre 1947, il épouse Anne Quérénet. De cette union, naissent cinq enfants.

### Formation
Après des études au collège de l'Immaculée-Conception à Laval, à l’école Albert-de-Mun à partir de 1929 à Nogent-sur-Marne puis au lycée Louis-le-Grand, il suit à partir de 1935 les cours des facultés de droit et des lettres de Paris où il obtient une licence en droit, Il est également diplômé de l’École libre des sciences politiques, du Centre de perfectionnement aux affaires.
Étudiant, il est membre de la Conférence Olivaint qui réunit les catholiques de l'école libre des sciences politiques et qu'il préside en 1937-1938,,.
Sous l'Occupation, il fait partie des catholiques qui, après avoir servi le régime de Vichy, ont rallié la résistance. Après s’être évadé, grâce à ses relations issues de l'école libre des sciences politiques et de la conférence Olivaint, il travaille à partir de septembre 1940 au secrétariat d’État à la Jeunesse, à Paris, à la direction des maisons des jeunes. Il y défend les idées de Pétain avant de s’engager dans la résistance à la fin de 1942, aux Compagnons de France - il est l'adjoint du colonel Guillaume de Tournemire - et au sein du sous-réseau Druides intégré au réseau Alliance,,.
En 1956-1957, il est auditeur de l’Institut des hautes études de défense nationale.

### Carrière et engagement associatif
De 1945 à 1951, il est secrétaire général et membre du comité directeur du Centre catholique des intellectuels français (CCIF),.
« Convaincu, bien avant le concile Vatican II, du rôle des laïcs dans l'Église notamment en matière d'enseignement social, il participe au sortir de la Seconde Guerre mondiale à la fondation du Secours catholique aux côtés de Mgr Jean Rodhain ». De la Libération jusqu'en 1949, il est un permanent salarié du Secours catholique international, fondé en 1936, puis du Secours catholique, dont il est administrateur et directeur des relations extérieures de 1946 à 1949.
De 1949 à 1952, André Aumonier est chef du secrétariat commercial des Brasseries de la Meuse. 

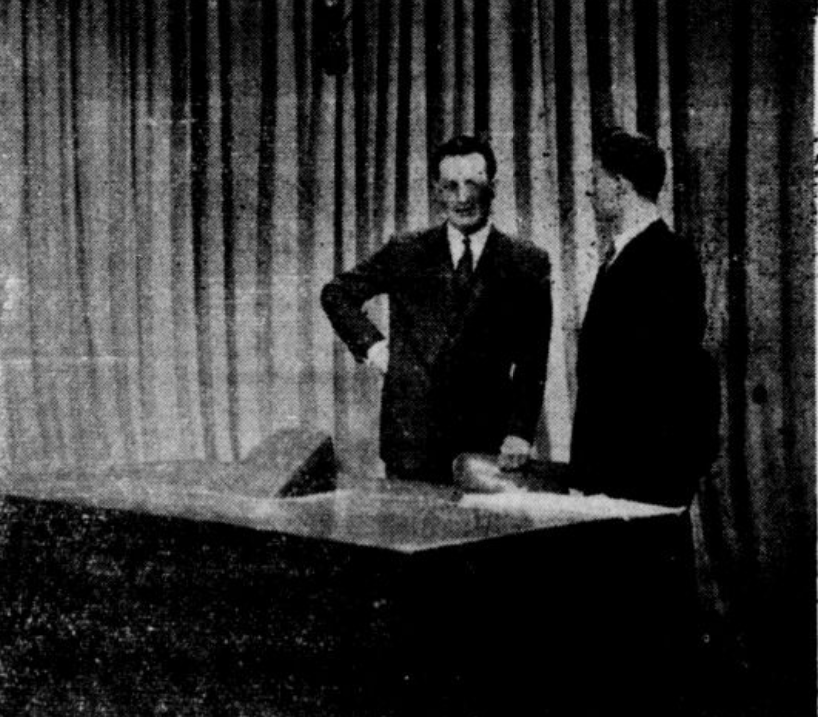
André Aumonier, secrétaire du Centre catholique des intellectuels français interviewé par M. Baguet dans Le Semeur du 14 mai 1950.

En septembre 1952, il est nommé secrétaire général (salarié) du Centre français du patronat chrétien (CFPC), alors moribond. Le CFPC est renommé en 1957 Centre chrétien des patrons et dirigeants d’entreprise. Il en est ensuite délégué général de 1956 à 1967, membre du comité directeur et président de la section de Caen, de 1967 à 1975, puis président de 1975 à 1981 (sans avoir jamais dirigé d’entreprise, à l'instar du fondateur du CFPC) et enfin président d'honneur,,. Il est l'éditorialiste de la revue de cette association, Professions et Entreprises, de 1952 à 1983 et il la dirige de 1965 à 1983.
Président de la SOFIDIM (Société financière pour la distribution moderne), nommé par le gouvernement, il siège de 1959 à 1969, au Conseil économique et social au titre des personnalités choisies en raison de leur compétence où il préside le groupe des « personnalités qualifiées », . En 1975, il est président de l'Université européenne des affaires et vice-président délégué de la Fondation européenne pour l'économie.
« En missionnaire, il cherche à la fois à guérir l’Église catholique de sa « longue tradition de méfiance à l'égard de tout ce qui touche à l'économie » et à démontrer qu'« être consciemment à la fois chrétien et patron » donne une « valeur ajoutée » à la fonction patronale. André Aumonier aura à gérer bien des contradictions, entre sa volonté de faire de l'entreprise « une véritable cellule de civilisation » et sa conviction selon laquelle « l'économie est un moyen et non une fin ». Le CFPC aura bien du mal à être ce « morceau de levain dans la pâte patronale » que décrivait, en 1976, François Ceyrac, alors président du Conseil national du patronat français (CNPF) ».
En 1976, avec Jacques Tessier, président de la Confédération française des travailleurs chrétiens (CFTC), il fonde l'association Évangile et société qui a pour fonction d'analyser les problèmes de société à la lumière de l'Évangile. Il en est le président de 1993 à 1998. Il affirme que « L'assistance humanitaire est un devoir impératif dont la racine est une philosophie sociale : d'abord les personnes, ensuite les corps intermédiaires, enfin l’État ».
Il est vice-président délégué de la Fondation européenne pour l’économie de 1968 à 1987, un réseau européen de chefs d'entreprise privées (français, allemands, italiens, britanniques, suisses, belges, néerlandais, espagnols), fondé à l'initiative d'un patron, Louis Devaux (Shell-France, Le Nickel) avec l'appui du CNPF, président du comité de direction de l’Université européenne des affaires en 1968.
Administrateur du Secours catholique depuis 1946, il en est le président de 1983 à 1992, puis est nommé président d'honneur.
En 1993, il succède à Henri Guitton à la présidence de l'Académie d'éducation et d'études sociales (AES), qu'il préside jusqu'en 2003.
Il meurt à Paris le 14 octobre 2004.

## Publications
André Aumonier est l'auteur de nombreux éditoriaux dans les revues Professions et entreprises et Messages du Secours catholique (1983-92) et de publications, notamment :
- Un corsaire de l’Église. Du Patronat chrétien au Secours catholique, Fayard, 1996.
- « Le Secours catholique », Études,‎ octobre 1987 (lire en ligne)

## Distinctions
- Commandeur de la Légion d'honneur (2000[2])
- Chevalier de l'Ordre de Saint-Grégoire-le-Grand ([2])

## Pour approfondir